# (85434) 1997 CR24
(85434) 1997 CR24 es un asteroide perteneciente al cinturón de asteroides, región del sistema solar que se encuentra entre las órbitas de Marte y Júpiter.
Fue descubierto el 9 de febrero de 1997 por el equipo del proyecto Spacewatch desde el observatorio Nacional de Kitt Peak.

## Designación y nombre
Designado provisionalmente como 1997 CR24.

## Características orbitales
(85434) 1997 CR24 está situado a una distancia media del Sol de 3,087 ua, pudiendo alejarse hasta 3,316 ua y acercarse hasta 2,858 ua. Su excentricidad es 0,074 y la inclinación orbital 12,058 grados. Emplea 1981,15 días en completar una órbita alrededor del Sol.
Los próximos acercamientos a la órbita de Júpiter ocurrirán el 20 de febrero de 2032, el 15 de enero de 2092 y el 12 de diciembre de 2151.
Pertenece a la familia de asteroides de (221) Eos.

## Características físicas
La magnitud absoluta de (85434) 1997 CR24 es 15,43.